# Драмски археологически музей
Драмският археологически музей (на гръцки: Αρχαιολογικό Μουσείο Δράμας) е музей в град Драма, Гърция.

## История
Музеят отваря врати на 12 декември 1999 година. Изграден е от дем Драма и е предоставен на министерството на културата.
Експонатите представят историята на региона от средния палеолит до 1914 година. Най-старите находки (кости и камени сечива) са от разкопки в пещерата Маара при изворите на река Панега (Ангитис) (50 000 г. пр.Хр.). Музеят също така излага инструменти, бижута и съдове от праисторическите селища при Минаре (Ситагри) и Сандък чифлик (Аркадикос) (6000 – 4000 г. пр.Хр.) от ранната бронзова епоха (предимно съдове), късната бронзова епоха (находки от Борово (Потами) и Възмен (Ексохи), и от ранната желязна епорха (съдове, оръжия, сечива и бижута от гробове в индустриалната зона на Драма).
- Надгробна стела на Тиберий Клавдий Максим, открита при Граменци, Археологически музей в Драма, Гърция
- Находки от раннохристиянската епоха
- Мраморен бюст на Дионисий

Музеят има също така експонати на атическа керамика (VI – V век пр.Хр.), мраморен бюст на Дионисий, който е най-ранното свидетелство за култ към този бог в региона, монетна находка на Филип II Македонски от разкопките в Борово и други находки от античното селище Драма (IV век пр.Хр.). Повечето от находките от римско време са от град Филипи – например бронзова статуя на Зевс, но някои са от други места като надгробната стела на Тиберий Клавдий Максим, която е открита в Граменци (Грамени).
Ранният християнски период е представен от монети и керамика от селището при Драма и Филипи. Най-представителен от екпонатите от византийско време е каменният слънчев часовник с гравирани часове от 1069 година, намерен в района на Палеохори и керамика, монети и бижута от Драма, Едирнеджик (Адриани) и Височен (Ксиропотамос).
Музеят също така излага находка османски монети, икони и архитекрутри елементи от поствизантийски църкви, както и фотографии от Драма и региона отпреди 1913 година. Скулптури (вотивни паметници, архитектурни елементи и надгробни паметници) от античния период до османско време са изложени в покрития атриум.
- Съдове от ранната бронзова епоха
- Шлем от ранната желязна епоха, открит в индустриалната зона на Драма
- Вертикален каменен слънчев часовник от 1069 година